# فيليبي كاربايو
فيليبي كاربالو (بالإسبانية: Felipe Carballo)‏ (4 أكتوبر 1996 بمونتفيدو في الأوروغواي - ) هو لاعب كرة قدم أوروغواني في مركز الوسط. لعب مع ناسيونال مونتيفيديو.

## وصلات خارجية
- فيليبي كاربايو على موقع الدوري الأمريكي (الإنجليزية)
- فيليبي كاربايو على موقع قاعدة بيانات كرة القدم.إي يو (الإنجليزية)
- فيليبي كاربايو على موقع Soccerway.com (الإنجليزية)
- فيليبي كاربايو على موقع AS.com (الإسبانية)